# Fortunatus van Tulder

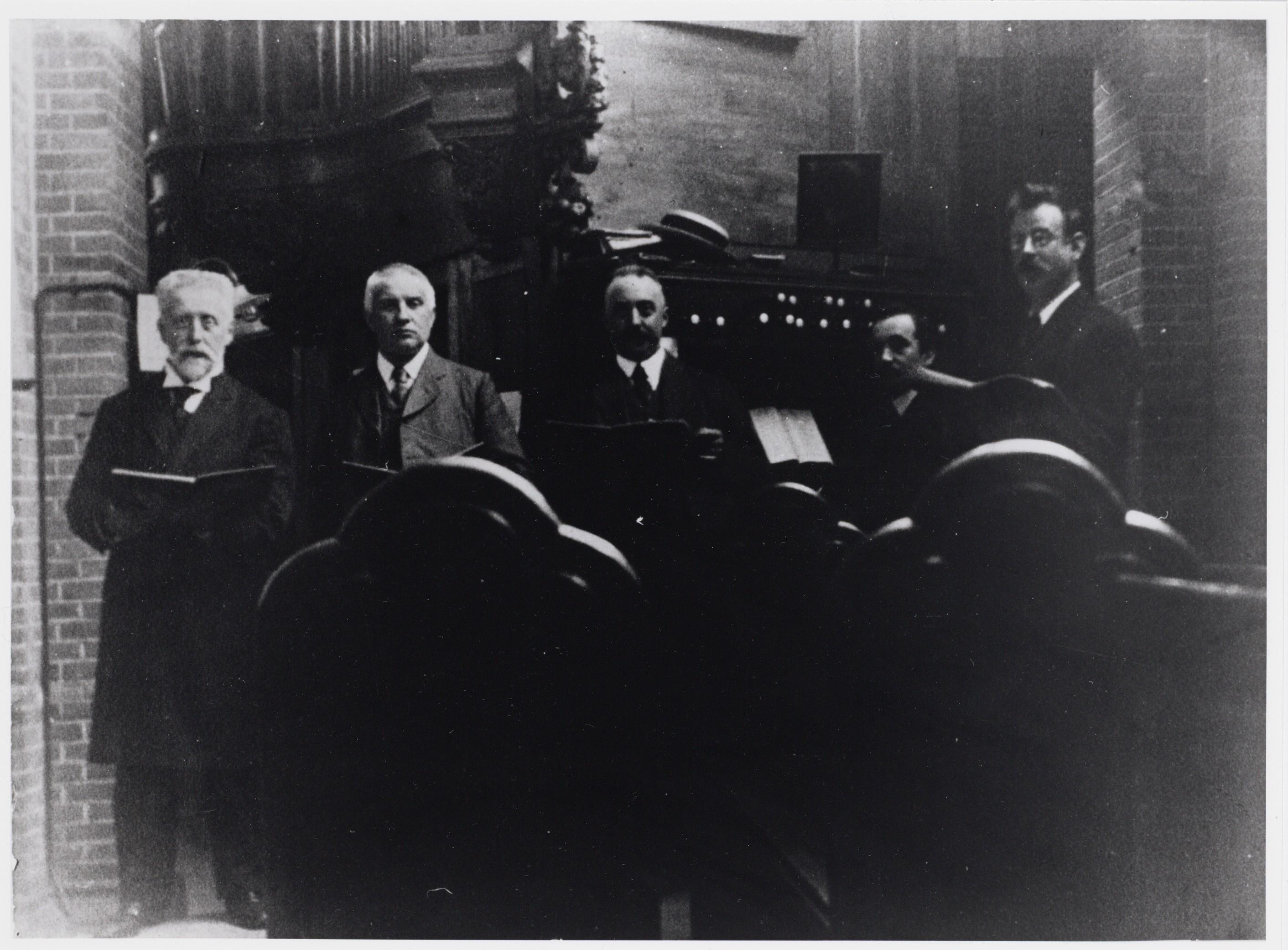
Uiterst rechts Fort van Tulder (1918)

Fortunatus Lodewijk Johannes van Tulder, ook wel Fort van Tulder (Amsterdam, 13 februari 1869- Amsterdam, 27 augustus 1964) was een Nederlands organist en op bescheiden schaal ook componist. 
Hij was zoon van horlogemaker en winkelier Wilhelmus Jacobus van Tulder en Johanna Conrelia Smit, wonende/werkende aan de Haarlemmerstraat 114. Broer Louis van Tulder werd bekend tenor. Hijzelf trouwde met Johanna Elisabeth Maria Spekschoor, dochter van een bouwkundige en aannemer.
Hij kreeg zijn opleiding aan het Conservatorium van Amsterdam alwaar Ulfert Schults hem pianolessen gaf. Daarnaast kreeg hij les van Joseph Antonius Verheijen, organist van de Mozes en Aäronkerk, G. Dudok violist van het Paleisorkest en mevrouw Magdalena Geertruida Meerum Terwogt, zangeres. Hij speelde al tijdens zijn opleiding in de De Zaaier. Hij werd eerst voor meer dan een halve eeuw organist bij de Broeders van Barmhartigheid van Sint Joannes de Deo aan de Keizersgracht en vanaf 1901  ook 54 jaar de organist van kerk De Posthoorn aan de Haarlemmerstraat. Als organist van beide instanties maakte hij menig feesten mee van priester- en bisschopswijdingen etc, als ook de inwijding van het nieuwe orgel in 1928 en het 75-jaarfeest van De Posthoorn in 1938.  Zijn veertigjarig jubileum in 1941 als musicus werd luister bijgezet door zijn broer Louis.
Van hem is bekend de Missa in honorem B.M.V. Immaculatae Conceptionis uit 1906. Hij schreef het voor vier mannenstemmen en kreeg goede kritieken van onder andere Philip Loots. Sacerdos et Pontifex voor gemengd koor en orgel kwam in 1924 op de lessenaars.
Van Tulder werd geëerd met de gouden eremedaille verbonden aan de Orde van Oranje-Nassau. Ook was in het bezit van het Pro Ecclesia et Pontifice. Hij overleed in het tehuis van de Broeders van Barmhartigeid. Hij werd begraven op de Begraafplaats Buitenveldert
Hij was enige tijd lid van Vrijwillige Landstorm.